# Ragazzo con pipa
Ragazzo con pipa (in francese: Garçon à la pipe) è un dipinto realizzato nel 1905 dal pittore spagnolo Pablo Picasso, subito dopo essersi sistemato nella sua residenza parigina di Montmartre ed appartiene al cosiddetto periodo rosa dell'artista. Fa parte di una collezione privata.

## Descrizione
La tela ritrae un ragazzino, conosciuto come Petit Louis, che si aggirava nell'atelier del pittore spagnolo. I toni grigi della pelle emaciata fanno sembrare il ragazzo cagionevole e contribuiscono a creare un'atmosfera decadente. Il rosso vivido della corona di rose contrasta fortemente con i colori smorzati del resto. Sullo sfondo è presente una parete adornata con dei fiori.

## Storia del dipinto
L'opera è stata acquistata nel 1950 dai Whitney, una famiglia di collezionisti, per una somma allora equivalente a 30 000 dollari. Nel corso degli anni, la famiglia Whitney è riuscita ad accumulare una raccolta di opere di Picasso, Manet, Sargent e Braque, molte delle quali sono esposte attualmente in alcuni dei più prestigiosi musei statunitensi.
Nel 2004 la tela è stata aggiudicata all'asta da Sotheby's, a New York, per 104,1 milioni di dollari, costituendo il record mondiale degli acquisti di opere d'arte fino al 3 febbraio 2010, quando è stata superata dalla scultura L'Homme Qui Marche I di Alberto Giacometti, venduta a Londra per 65 milioni di sterline (104,3 milioni di dollari).